# Teddy Smith
Theodore "Teddy" Smith (Washington D.C., 22 januari 1932 - aldaar, 24 augustus 1979) was een Amerikaanse contrabassist in de jazz.
Smith speelde in 1956 mee bij opnames van Sonny Criss. In 1960 speelde hij in de groep van zangeres Betty Carter en in het begin van de jaren zestig werkte hij met Kenny Dorham (1961-1962) en Clifford Jordan (de plaat "Bearcat", 1962). Hierna speelde hij met Jackie McLean (1962-1963), Slide Hampton en Sonny Rollins (1964-1965). Het meest bekend werd hij misschien door zijn medewerking aan het album "Song for My Father (1964) van Horace Silver. Met Silver trad hij in die tijd ook op tijdens de jazzfestivals van Montreux en Parijs. Ook werkte hij met Sonny Simmons.